# Monastero delle Cappuccine di Santa Veronica
Il Monastero delle Cappuccine di Santa Veronica è un edificio religioso che si trova a Città di Castello (PG), in via XI Settembre. 

## Storia e descrizione
Nel sito dell'attuale monastero, creato nel XVII secolo, esisteva dal XIII secolo un precedente monastero dei benedettini olivetani già dedicato a San Martino, dipendenza cittadina dello scomparso monastero di San Martino di Giove, nella campagna tifernate, a sua volta dipendente dal monastero di San Benedetto a Gubbio.
Nel Seicento, monsignor Gian Antonio Fuccioli, con il suo generoso lascito testamentario del 1623, volle promuovere la fondazione di un nuovo monastero femminile di cappuccine che doveva essere realizzato entro le mura cittadine. Il vescovo di allora, Evangelista Tonioli, scelse il sito del monastero di San Martino ed il nuovo monastero, dedicato dapprima a Santa Chiara, fu realizzato adattando le preesistenze tra 1627 e 1643.
Dal 1677 e fino alla morte, nel 1727, è vissuta nel monastero Suor Veronica Giuliani, il cui corpo è custodito nella chiesa.
Il complesso attuale, il più importante dei monasteri francescani femminili, comprende infatti una chiesa, frutto delle ristrutturazioni secentesche e settecentesche, un convento, un chiostro, pertinente al precedente cenobio olivetano, ed un ambiente a pianta rettangolare, oggi utilizzato come coro delle monache, nel quale è probabilmente da riconoscersi la chiesa interna del monastero olivetano. Nella parete di fondo, che lo separava dalla chiesa aperta ai laici, si trova ancora oggi un affresco con la Madonna col Bambino, i Santi Martino e Benedetto ed un committente, con i santi patroni del precedente cenobio. L'affresco, attribuibile a Bartolomeo della Gatta, rimasto occultato dal Settecento da una tela e parzialmente danneggiato dalla cornice in stucco di essa, è stato restaurato nel 1995.